# Юрубчено-Тохомское нефтегазоконденсатное месторождение

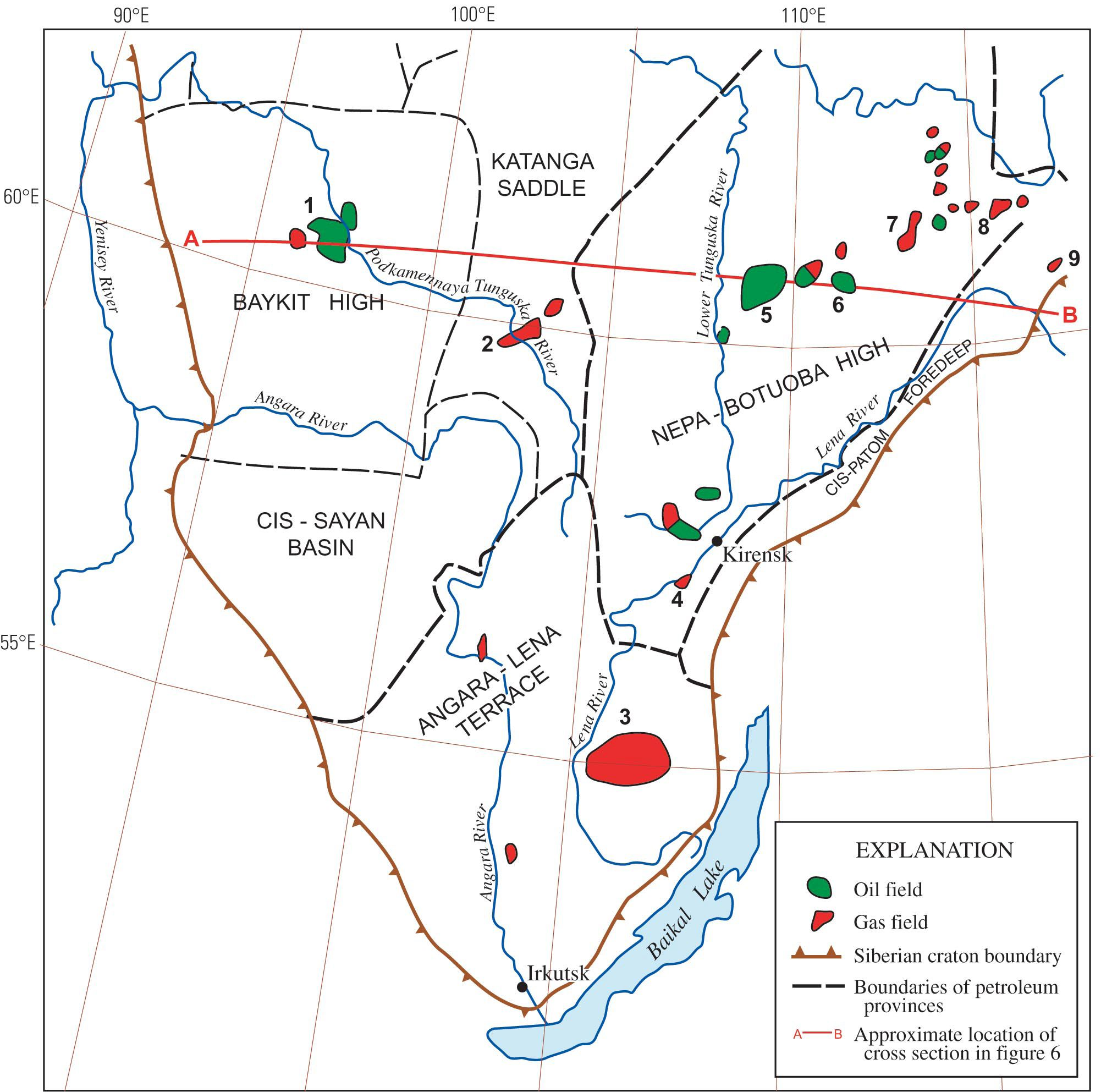
Месторождения нефти и газа в Восточной Сибири: (1) Юрубчено-Тохомское, (2) Соба, (3) Ковыктинское, (4) Марковское, (5) Верхнечонское, (6) Талаканское, (7) Среднеботуобинское, (8) Верхневилючанское, (9) Бысахтахское

Юрубчено-Тохомское — крупное нефтегазоконденсатное месторождение в России. Расположено в Красноярском крае, в 280 км к юго-западу от п. Тура. Открыто в 1982 году. Освоение началось в 2009 году.

## История открытия
С начала 1970-х годов трестом ПГО «Енисейнефтегазгеология» разворачиваются поисковые работы на нефть и газ в районе Куюмбинского поднятия. Состав работ: структурная съёмка, сейсморазведка и электроразведка, поисковое и параметрическое бурение, тематические исследования. В 1972 году была составлена первая структурная карта масштаба 1:100000 по подошве ордовика, выделены антиклинальные структуры, даны рекомендации по направлению поисковых работ, тогда же начаты буровые работы. Первый промышленный приток нефти получен в 1977 году при испытании поисковых скважин № 51 и 43. За 1970—1982 годах в северо-восточной части Юрубчено-Тохомской зоны пробурено 3 параметрические и 14 поисковых скважин. В рифейском резервуаре, охватывающем предвендскую зону гипергенеза, открыты Куюмбинское и Усть-Камовское (скважина № 54) месторождения. В 1982 году работы на Куюмбинском поднятии, в связи с незначительными, по принятой в то время модели месторождения, запасами и большим объёмом бурения, были прекращены. В 1980 году начаты работы на Юрубченском поднятии (бурением скважины Юр-1). В 1984 году открыто и поставлено на Государственный баланс Юрубченское месторождение. В 1993 году Юрубченское, Терское, Усть-Камовское месторождения объединены в одно — Юрубчено-Тохомское месторождение.

## Геологическое строение
По системе геологического нефтегазового районирования Юрубчено-Тохомское месторождение расположено в пределах Байкитской нефтегазоносной области в составе Лено-Тунгусской нефтегазоносной провинции. В тектоническом отношении месторождение приурочено к центральной части Камовского свода Байкитской антеклизы. Нефтегазоносность связана с карбонатными и терригенными (песчаники) отложениями вендского и рифейского возрастов. Извлекаемые запасы Юрубчено-Тохомского месторождения составляют по категории С1 — 64,5 млн тонн нефти, С2 — 172,9 млн тонн, газа (С1+С2) — 387,3 млрд кубометров. Плотность нефти составляет 0,850 г/см3 или 34° API. Содержание серы составляет 0,2 %. Содержание парафина составляет 1 %.
Оператором месторождения является ОАО «Восточно-Сибирская нефтегазовая компания» (входит в структуру НК Роснефть).
В 2011 году было пробурено 3 горизонтальные скважины с горизонтальной секцией более 1000 м. С 2013 года велось строительство магистрального нефтепровода «Куюмба-Тайшет». 18 января 2017 года нефтепровод «Куюмба-Тайшет» введён в эксплуатацию. Дистанционный запуск из Москвы произвёл лично Президент России Владимир Путин.